# Ангра (залив)
Ангра (порт. Baía de Angra) — залив в южной части острова Терсейра. Собственно, с португальского Angra и переводится как бухта, небольшой залив.

## Геология
Залив глубиной около 40 м расположен между городом Ангра-ду-Эроишму и вдающейся в море горой Монти-Бразил.
Геологически залив имеет дно, образованное базальтовыми лавами, в основном покрытыми пирокластическими потоками палагонитовых туфов, возникшими в результате подводных извержений. Выше этих слоев находятся осадочные материалы.

## История
Удобный для кораблей залив способствовал созданию одного и первых поселений на Азорах, сегодня известного как Ангра-ду-Эроишму. С XV века залив играет важную роль, будучи портом для захода возвращающихся торговых судов из Ост-Индии и Бразилии, нагруженных золотом, серебром, фарфором, специями, редкими породами дерева и другими ценными товарами. Суда стояли на якоре в заливе, собираясь в группу, после чего военные вооруженные корабли сопровождали их на протяжении оставшегося пути в Португалию.
Учитывая огромную ценность грузов и распространённость пиратов в северной части Атлантики, необходимость защиты города и залива  была осознана очень рано. В период активной торговли с Индией португальцы построили и поддерживали оборонительные сооружения на острове Терсейра, в частности, и на берегах Ангры. Построенные редуты и крепость Сан-Жоан-Баптиста на  Монти-Бразил и пушечные батареи форта Сан-Себастьян эффективно препятствовали попыткам нападения.
Залив хорошо защищал от северных и северо-западных ветров, однако, штормы, зарождающиеся на юге или юго-востоке, представляли угрозу. Так, бухта стала последним пристанищем для нескольких кораблей, пострадавших от сильных ветров. Местные архивы подтверждают, что многие суда затонули у подветренного берега. Часть залива называется Кладбище Якорей.
Благодаря наличию удобной бухты и интенсивности морской торговле, Ангра-ду-Эроишму успешно развивался, став главным населённым пунктом архипелага на долгое время.

## Природа
Животный и растительный мир вод залива типичен для этой части Атлантического океана.
В заливе обитают полосатая барабуля, средиземноморская тэниура, макрель, морские ежи, несколько видов камбалообразных и губановых, а также медузы, осьминоги, крабы. Флора представлена 128 растениями — красными и бурыми водорослями, несколькими видами ульвы.

## Галерея

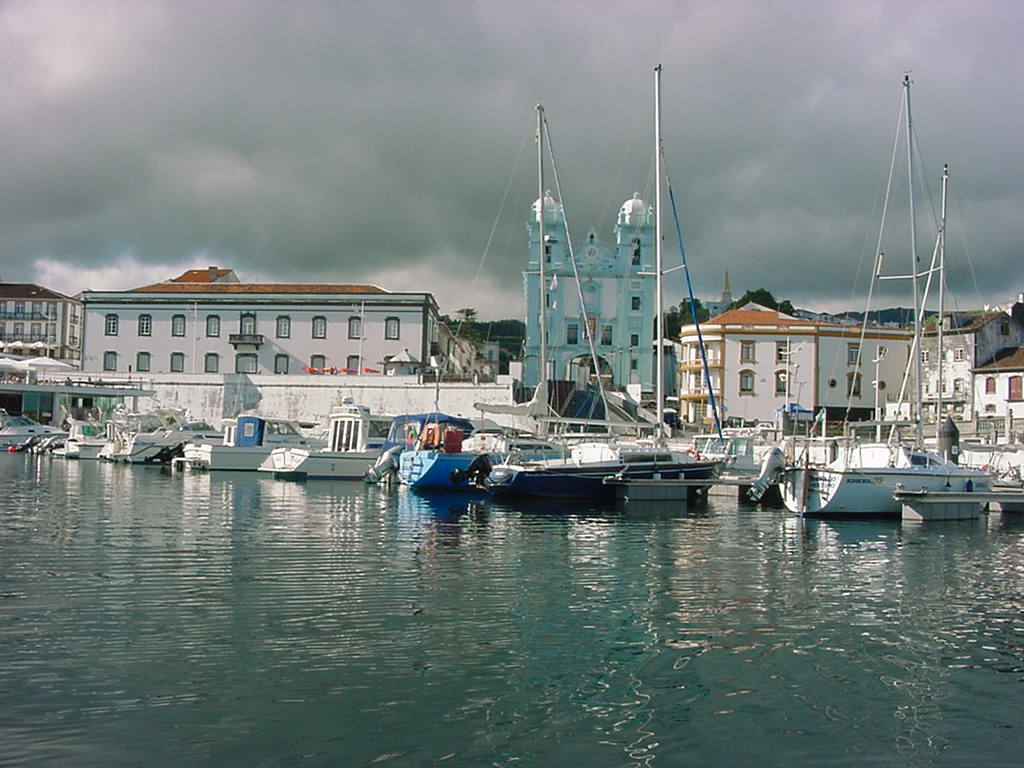
Вид с залива. В центре — Церковь Милосердия
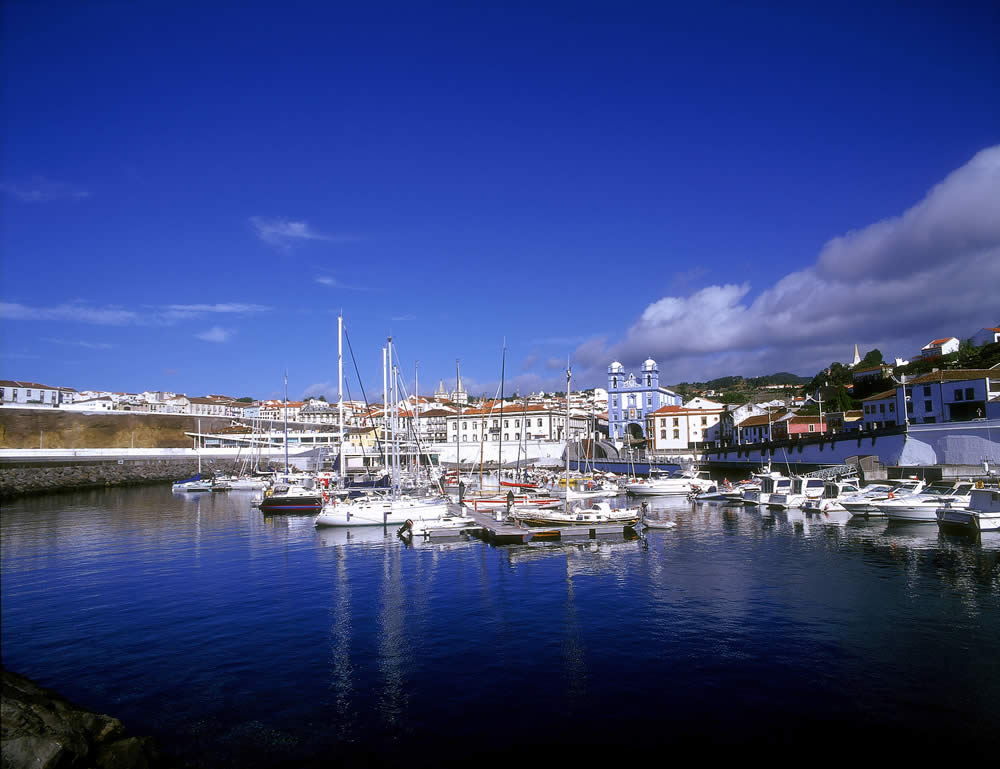
Марина Ангры
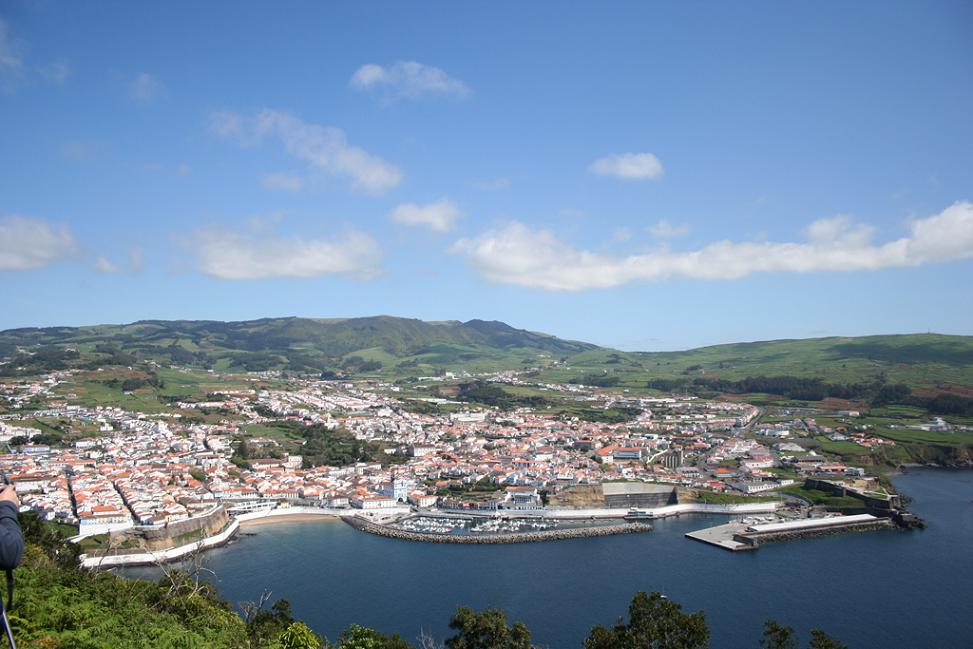
Вид на город и залив с Монти-Бразил
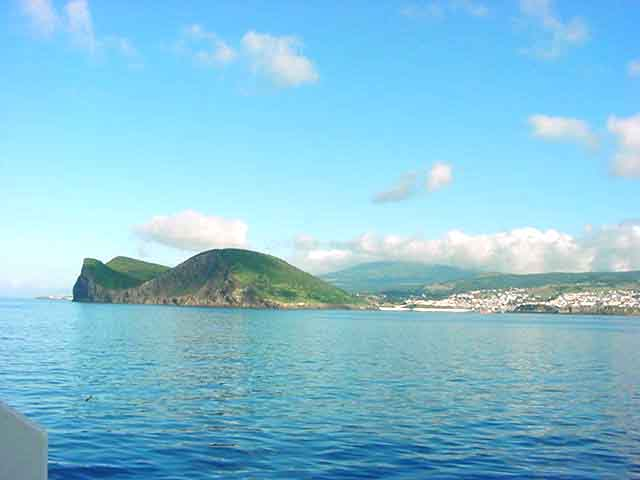
Вид со стороны океана